# Ramon Laisné
Pour les articles homonymes, voir Laisné.
Ramon Laisné de Villévêque, dit Ramon Laisné, est un officier mexicain qui prit part à la bataille de Camerone le 30 avril 1863, au cours de la campagne du Mexique. Il avait alors le grade de capitaine.
Il est le fils d'un Français, Anasthase Laisné de Villévêque, fixé depuis longtemps à Veracruz (concessions Laisné de Villévêque) et de Fatiana Zverkova, issue d'une famille russe de Saint-Pétersbourg établie au Mexique. Anasthase Laisné, capitaine du port de Veracruz, était quant à lui fils de Gabriel-Jacques Laisné de Villévêque homme politique du Consulat et du Premier Empire, qui fut député sous la Restauration et la Monarchie de Juillet.
Ramon Laisné a été formé à l'école militaire mexicaine de Chapultepec, près de Mexico.
Il était l'ordonnance du colonel Milan lors de Camerone. Francophone, c'est lui qui, par deux fois, se fait le parlementaire des troupes mexicaines et de leur chef, parvenant à convaincre les trois légionnaires valides restant de se rendre.